# 池田芳正
池田 芳正（いけだ よしまさ、1969年3月20日 - ）は日本の実業家、ゲームクリエイター。大阪府貝塚市出身。フランチャイズチェーンのカードショップ「カードキングダム」の創業者。また、ブシロードから発売されていた『フューチャーカード バディファイト』の原作者でもある。カードショップ経営時代からの愛称「池っち店長」で知られている。

## 経歴
スーパーマリオブラザーズ発売前から大手玩具店の店員として10数年テレビゲームを販売していた。
2000年に徳島県にてフランチャイズのトレーディングカードゲーム（TCG）販売店「フューチャービー徳島店」を出店。カードゲームメーカーに直訴してエラッタを実現するなど精力的に活動し、2004年に拠点を東京都へ移し有限会社遊縁を創業、カードショップ「カードキングダム」を展開。販路を拡大する傍ら、ニコニコ動画にTCGの対戦動画を投稿し、カードゲーム動画の草分け的活動を行った。
2006年から2008年の間、インターネットラジオのかないみか&いけっち店長のカードキングダムラジオを配信した。
2009年から2011年の間、HiBiKi Radio Stationにてカードキングダムラジオを配信した。
2013年、『フューチャーカード バディファイト』の原作者としてカードゲームの製作に関わる（ゲームシステムやアニメにおけるストーリー、キャラクター設定、棋譜、プロモート計画等を考案したと語る）ようになり、8月31日にはカードキングダムグループの代表と遊縁の社長の座を退き、スタジオ池っちを立ち上げる。
2015年、関係者間でのイメージ共有ができ、自らの仕事がなくなったとして、7月にはバディファイトの製作から離れた。
2016年6月8日、カードキングダムの動画にて再び登場、グループ店舗でのイベントに参加することを告知し、以後動画への出演を続けている。
2017年3月22日にFORCE OF WILLがクラウドファンディングを開始したアニメ連動型TCG『ドミネイター』において原案を担当する。『ドミネイター』は2019年内にアニメの放送を開始する計画であったが、企画が頓挫。その後2018年末に権利がブシロードへ移管され、商品展開の計画を見直されている。
2020年には株式会社大遊で新作カードゲーム『ゲートルーラー』の制作を行っていることをTwitterで公表した。12月10日には一般ユーザー向け発表会を行い、12月26日から正式発売された。
2021年1月9日、ブシロードからの提訴を受けて、大遊の代表取締役を辞任する声明を発表した。「ゲートルーラー」の制作は継続する意向。
2021年8月4日、強要・誹謗中傷を含む不適切な発言をしたとして、「ゲートルーラー」のプロジェクトを解職されたことが、株式会社大遊・ゲートルーラー運営から発表された。

## 人物
玩具店の店員時代、『ストリートファイターII』の基盤を30万円で購入するほどのめり込んでいたが、テレビゲーム業界の冷え込みにブームの終焉を感じ、カードゲーム販売に力を入れた。この時の結果として、新世紀エヴァンゲリオンのTCGを売りすぎるぐらい売り、それだけでボーナスをもらうほどの手腕を見せたという。
店を作ってからは、強いカードが突出したゲームバランスの悪いゲームやデバッグの満足でないゲームを徹底的に嫌うガンコ店長と化したと語り、カードゲーム作品に対して辛辣なコメントを述べる場合もある。それらの言動によって過激的に捉えられることもあり、好みの分かれる人物であるとされる。
また、その情報発信の仕方に関しては度々問題視されることがあり、『ゲートルーラー』へのユーザーの不満や販売店の疑義などに対してTwitter上での対応を巡り炎上した。また、『フューチャーカード バディファイト』においてはブシロードと契約について4度の守秘義務違反や著作権侵害、信用毀損を行い、ブシロードから提訴されている。

## カードキングダム
池田が創業したフランチャイズチェーン形式のトレーディングカードショップ。世界で最初にTCGの対戦動画を投稿したとしている。
2007年にYouTubeチャンネルを開設。池田はYouTubeがGoogle傘下になって日が浅い頃から動画投稿を行っている古参YouTuberでもあり、トレーディングカードゲーム業界では最古参クラスと言える。2015年にサブチャンネルと店舗別チャンネルを開設。カードゲーム動画の草の根活動を続けているカードキングダムからは、UUUMに所属していたサンダーのようにカードキングダムで勤務していた人物がYouTuberとして独立し、個々にチャンネルを開設するようにもなった。2021年まではカードキングダムの動画チャンネルもUUUMに所属していた。

## バディファイト
前述の通り原作者として活動していたが、2015年7月にはプロジェクトを離脱。

## ゲートルーラー
2020年、彼が原作開発を担当するTCG「ゲートルーラー」が発売。